# A13高速公路
A13高速公路是法国的一条高速公路，全长225千米，最早路段于1940年建成通车。A13始于巴黎环城道路，终于卡昂绕城高速。A13也是欧洲E5、E46公路的一部分。

## 连接高速
- A12 于 罗康库尔 (Rocquencourt)
- A14 N13 于 奥热瓦勒 (Orgeval)
- A154
- A139 于 鲁昂 (Rouen)
- A28
- A131 于 布尔讷维尔 (Bourneville)
- A29
- A132 于 蓬莱韦克 (Pont-l'Evêque)